# Mancha de nacimiento

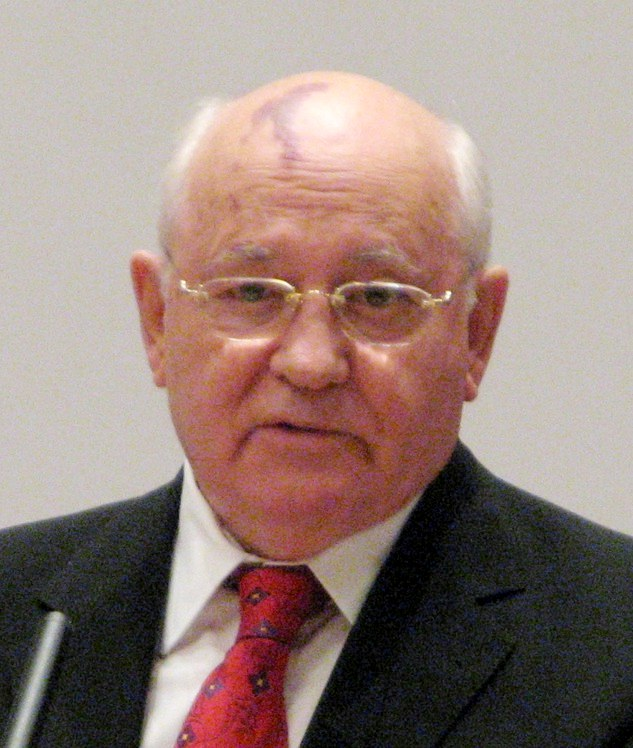
Mancha visible en la cabeza de Mijaíl Gorbachov

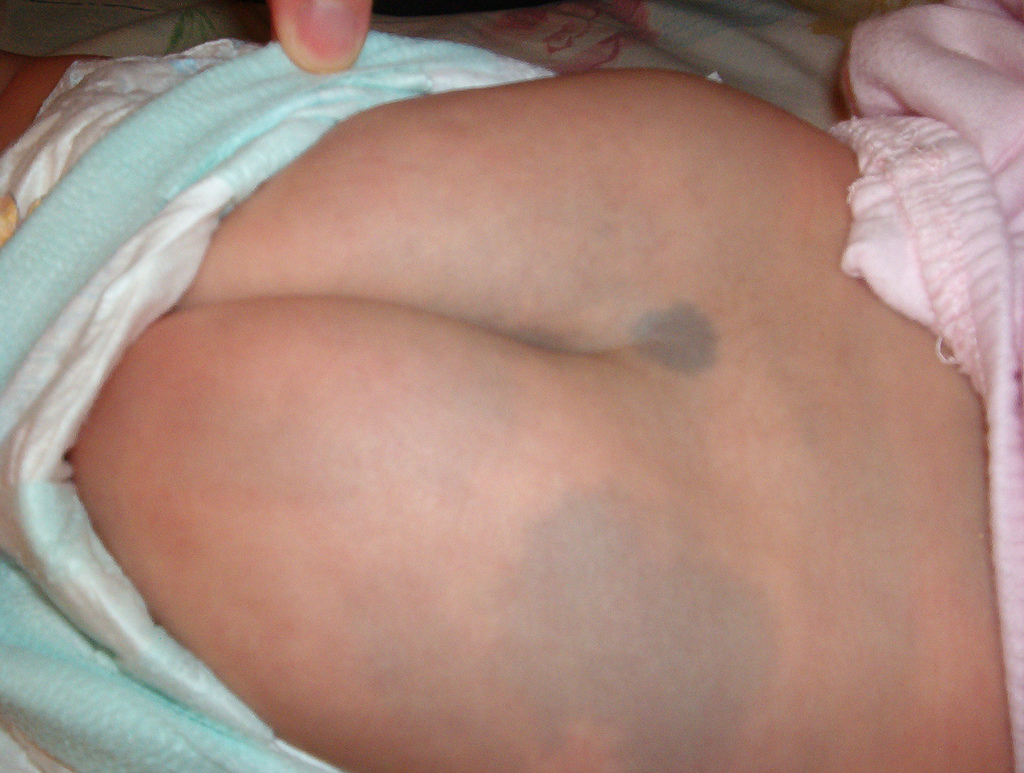
Melanocitosis dérmica congénita

Una marca de nacimiento es una mancha en la piel formada antes del nacimiento. Un poco más de 1 de cada 10 bebés tienen una marca de nacimiento vascular. Son parte del grupo de lesiones de la piel conocidas como nevos o lunares. Se desconoce la causa exacta de la mayoría de marcas de nacimiento, pero las marcas de nacimiento vasculares no son hereditarias y muchas personas las tienen. Las lesiones mal llamadas marcas de nacimiento son los hemangiomas infantiles.
Son suaves protuberancias elevadas en la piel, a menudo con una superficie de color rojo brillante, y algunas pueden tener cierto parecido a una fresa. 
También se les conoce como "nevus fresa" o como "hemangiomas infantiles". Aparecen después del nacimiento, por lo general en el primer mes, y pueden ocurrir en cualquier parte de la piel. No se comprende en detalle la causa de las marcas de nacimiento. Las marcas de nacimiento son un crecimiento excesivo benigno de los vasos sanguíneos, los melanocitos, músculo liso, fibroblastos grasa, o queratinocitos. Se cree que se producen como consecuencia de un desequilibrio localizado en los factores que controlan el desarrollo y la migración de las células de la piel.

## Tipos pigmentados

### Mole
El Nevus melanocítico congénito es un tipo de nevo melanocítico, el término médico para lo que coloquialmente se llama "lunar", que se encuentra en los bebés al nacer. Ocurre en aproximadamente el 1% de los bebés en los Estados Unidos, se localiza en el área de la cabeza y el cuello el 15% de las veces, pero puede ocurrir en cualquier parte del cuerpo. Puede aparecer de color marrón claro en personas de piel clara, a casi negro en personas con piel más oscura. Vienen en una variedad de tamaños y apariencias, pueden ser de forma irregular y planos, o elevados y abultados en apariencia y tacto. Dichos nevos también pueden manifestarse como marcas de belleza, que aparecen con mayor frecuencia en la cara, el cuello o los brazos.

### Manchas "café con leche"
Las máculas manchadas café con leche pueden ocurrir en cualquier parte del cuerpo. Suelen ser de forma ovalada y de color marrón claro o café con leche. Estas marcas de nacimiento pueden estar presentes al nacer o aparecer en la primera infancia y no desaparecen mucho con la edad. Uno o dos en un individuo es común; sin embargo, cuatro o más pueden ser un indicador de neurofibromatosis. En caso de aumento de peso, la marca de nacimiento puede estirarse con la piel y agrandarse.

### Mancha mongólica
Una mancha azul mongólica (melanocitosis dérmica) es una marca de nacimiento congénita plana benigna con bordes ondulados y forma irregular, más común entre los asiáticos orientales y los turcos (excepto los turcos de Asia Menor), y recibe su nombre de los mongoles. También es extremadamente frecuente entre los africanos orientales y los nativos americanos. Normalmente desaparece de tres a cinco años después del nacimiento y casi siempre en la pubertad. El color más común es el azul, aunque pueden ser gris azulado, negro azulado o incluso marrón oscuro.
La mancha de Mongolia es una afección congénita del desarrollo que afecta exclusivamente a la piel. El color azul es causado por los melanocitos, células que contienen melanina, que se encuentran en las profundidades de la piel. Por lo general, como manchas múltiples o un parche grande, cubre una o más áreas lumbosacras (parte baja de la espalda), las nalgas, los costados y los hombros. Es el resultado del atrapamiento de melanocitos en la dermis durante su migración desde la cresta neural a la epidermis durante el desarrollo embrionario.
Entre aquellos que no conocen el trasfondo de las manchas de Mongolia, a veces pueden confundirse con un hematoma indicativo de abuso infantil.